# Ptychostomella higginsi
Ptychostomella higginsi är en djurart som tillhör fylumet bukhårsdjur, och som beskrevs av Clausen 2004. Ptychostomella higginsi ingår i släktet Ptychostomella och familjen Thaumastodermatidae. Inga underarter finns listade i Catalogue of Life.